# Crisis de Zamboanga de 2013
La Crisis de Zamboanga de 2013 o Batalla de Zamboanga (en tagalo: 2013 Krisis sa Lungsod ng Zamboanga) fue un conflicto armado en la ciudad de Zamboanga, Filipinas entre las fuerzas de la República de Filipinas y una facción del Frente Moro de Liberación Nacional, conocido generalmente por otras facciones como los Elementos Rogue MNLF (RME) en el marco del comando Revolucionario del estado Sulu (SSRC) liderado por Ustadz Habier Malik y Khaid Ajibon, cuyo grupo sigue reconocer a Nur Misuari como Presidente del MNLF. La crisis estalló el 9 de septiembre de 2013, cuando esta facción trató de levantar la bandera de la autoproclamada República Bangsamoro en el ayuntamiento de Zamboanga, que había declarado anteriormente su independencia el 27 de julio de 2013 en Talipao, Sulu. Esta incursión armada, que ha sido descrito de diversas maneras como una "crisis", un "enfrentamiento", un "estado de sitio",  y una "crisis humanitaria", fue respondida por las Fuerzas Armadas de Filipinas (AFP) y la Policía Nacional de Filipinas (PNP), que buscó liberar a los rehenes y expulsar al MNLF de la ciudad. El enfrentamiento degeneró en guerra urbana, y colocó a partes de la ciudad bajo un punto muerto por días.
El 28 de septiembre , el gobierno declaró el fin de las operaciones militares en la ciudad de Zamboanga. El Comandante Malik , al parecer el líder de las fuerzas del MNLF, seguía en libertad, y varias escaramuzas todavía se reportaban regularmente.